# Чемпіонат УРСР із шахів 1954 (жінки)
14-й чемпіонат України із шахів серед жінок, що проходив у Києві з жовтня по 4 листопада 1954 року.

## Загальна інформація про чемпіонат

### Відбіркові турніри
Фінальній частині чемпіонату України передували відбіркові турніри, що були проведені в березні-квітні 1954 року, зокрема: чемпіонат Києва, а також 2 півфінальні турніри, які проводилися у Львові та Сталіно. У фінальну частину чемпіонату проходили перші семеро шахісток за підсумками чемпіонату столиці України, та по 4 шахістки з півфіналів у Львові та Сталіно.
Переможницею чемпіонату Києва стала чинна чемпіонка України Любов Коган, яка набрала 11 очок з 13 можливих. Друге-третє місця поділили Олена Малинова та Алла Рубінчик по 10½ очок. Четверте місце посіла Естер Гольдберг — 10 очок, 5-6 місця розділили Зінаїда Артем'єва та Берта Вайсберг, 7 місце у Тетяни Махині — 7½ очка.
У львівському півфіналі перемогу здобула Берта Корсунська (Дніпропетровськ) — 10 очок, 2 місце посіла Олена Кокшарова (Львів) — 9½ очка, третє — Варшавська (Харків), 4-те місце Буяльська (Львів) — 8 очок.
У Сталіно найкращих результатів досягла місцева шахістка Ніна Русинкевич, на другому місці — Авдоніна (Одеса), третє-четверте місця розділили наймолодші учасниці Римма Антонова (Ворошиловград) та Гейман (Кіровоград).

### Фінальний турнір
Фінальний турнір чемпіонату проходив за коловою системою за участі 15 шахісток, з яких 12 шахісток мали перший розряд, а 3 шахістки — другий.
Вшосте (вчетверте поспіль) чемпіонкою України стала киянка Любов Коган, обійшовши за цим показником Берту Вайсберг, у якої на той момент було 5 перемог у першостях України.
Перемога Любові Коган дісталася нелегко. Чудово розпочавши змагання (8½ з 9 очок), здавалося, що Коган легко посяде перше місце. Але фініш був для неї не зовсім вдалий: вона зуміла досягти лише 50-відсоткового результату, у тому числі програвши в 11-му турі Берті Вайсберг, і до останнього туру її майже наздогнала представниця Вінниці Антоніна Вітковська, яка мала лише на ½ менше. У передостанньому турі Вітковська зуміла перемогти Тетяну Махиню, яка до цього не мала жодної поразки. Вирішальною була остання партія між цими двома претендентками на 1-ше місце. Вітковська отримала позиційну та матеріальну переваги, але Коган з винятковою завзятістю довго і наполегливо шукала шанси на порятунок і, зрештою, їй вдалося звести партію внічию, і тим самим здобути перемогу в чемпіонаті.
Третє місце між собою розділили Берта Вайсберг та Олена Малинова.
На турнірі було зіграно 105 партій, з яких 71 закінчилися перемогою однієї зі сторін (67,6 %), а 34 партії завершилися внічию.

## Турнірна таблиця
| №  | Учасник                 | Місто           | 1 | 2 | 3 | 4 | 5 | 6 | 7 | 8 | 9 | 10 | 11 | 12 | 13 | 14 | 15 |  | + | −  | = | Очки | Місце  |
| -- | ----------------------- | --------------- | - | - | - | - | - | - | - | - | - | -- | -- | -- | -- | -- | -- |  | - | -- | - | ---- | ------ |
| 1  | Любов Коган             | Київ            |   | ½ | 0 | 1 | ½ | 1 | ½ | 1 | 1 | 1  | 1  | 1  | 1  | ½  | 1  |  | 9 | 1  | 4 | 11   | Gold   |
| 2  | Антоніна Вітковська     | Вінниця         | ½ |   | 0 | 1 | 1 | ½ | 1 | ½ | 1 | 1  | 1  | 1  | 0  | 1  | 1  |  | 9 | 2  | 3 | 10½  | Silver |
| 3  | Берта Вайсберг          | Київ            | 1 | 1 |   | ½ | ½ | ½ | 1 | ½ | 0 | 1  | ½  | ½  | 1  | 1  | 1  |  | 7 | 1  | 6 | 10   | —4     |
| 4  | Олена Малинова          | Київ            | 0 | 0 | ½ |   | ½ | 1 | 1 | 1 | 0 | 1  | 1  | 1  | 1  | 1  | 1  |  | 9 | 3  | 2 | 10   | —4     |
| 5  | Тетяна Махиня (Крюкова) | Київ            | ½ | 0 | ½ | ½ |   | ½ | ½ | 1 | 1 | ½  | ½  | 1  | 1  | 1  | 1  |  | 6 | 1  | 7 | 9½   | 5      |
| 6  | Ніна Русинкевич         | Сталіно         | 0 | ½ | ½ | 0 | ½ |   | ½ | ½ | ½ | 1  | 1  | 1  | ½  | 1  | 1  |  | 5 | 2  | 7 | 8½   | 6      |
| 7  | Зінаїда Артем'єва       | Київ            | ½ | 0 | 0 | 0 | ½ | ½ |   | ½ | 1 | ½  | ½  | 1  | 1  | 1  | 1  |  | 5 | 3  | 6 | 8    | 7      |
| 8  | Естер Гольдберг         | Київ            | 0 | ½ | ½ | 0 | 0 | ½ | ½ |   | 1 | ½  | 1  | 1  | ½  | ½  | 1  |  | 4 | 3  | 7 | 7½   | 8      |
| 9  | Алла Рубінчик           | Київ            | 0 | 0 | 1 | 1 | 0 | ½ | 0 | 0 |   | 0  | ½  | 1  | 1  | 1  | 1  |  | 6 | 6  | 2 | 7    | 9      |
| 10 | Олена Кокшарова         | Львів           | 0 | 0 | 0 | 0 | ½ | 0 | ½ | ½ | 1 |    | ½  | ½  | 1  | ½  | 1  |  | 3 | 5  | 6 | 6    | 10     |
| 11 | М.Марченко              | Сімферополь     | 0 | 0 | ½ | 0 | ½ | 0 | ½ | 0 | ½ | ½  |    | ½  | ½  | 1  | 1  |  | 2 | 5  | 7 | 5½   | 11     |
| 12 | Л. Гейман               | Кіровоград      | 0 | 0 | ½ | 0 | 0 | 0 | 0 | 0 | 0 | ½  | ½  |    | 1  | 1  | 1  |  | 3 | 8  | 3 | 4½   | 12—13  |
| 13 | Берта Корсунська        | Дніпропетровськ | 0 | 1 | 0 | 0 | 0 | ½ | 0 | ½ | 0 | 0  | ½  | 0  |    | 1  | 1  |  | 3 | 8  | 3 | 4½   | 12—13  |
| 14 | Єлизавета Пятова        | Київ            | ½ | 0 | 0 | 0 | 0 | 0 | 0 | ½ | 0 | ½  | 0  | 0  | 0  |    | ½  |  | 0 | 10 | 4 | 2    | 14     |
| 15 | Гончарова               | Луцьк           | 0 | 0 | 0 | 0 | 0 | 0 | 0 | 0 | 0 | 0  | 0  | 0  | 0  | ½  |    |  | 0 | 13 | 1 | ½    | 15     |